# (8966) Hortulana
(8966) Hortulana est un astéroïde de la ceinture principale.

## Description
(8966) Hortulana est un astéroïde de la ceinture principale. Il fut découvert le 26 mars 1971 à l'observatoire Palomar par Cornelis Johannes van Houten, Ingrid van Houten-Groeneveld et Tom Gehrels. Il présente une orbite caractérisée par un demi-grand axe de 3,06 UA, une excentricité de 0,14 et une inclinaison de 0,7° par rapport à l'écliptique.

## Compléments